# Karl Wittig
Karl Wittig (Berlín, 11 de novembre de 1890 - Berlín, 4 de setembre de 1958) va ser un ciclista alemany que fou professional entre 1910 i 1926, amb un gran parèntesi provocat per la Primera Guerra Mundial.
En el seu palmarès destaca un Campionat nacional en ruta i tres més en Mig Fons.

## Palmarès en ruta
- 1910
  -  Campió d'Alemanya en ruta
  - 1r a la Volta a Colònia
  - Vencedor d'una etapa de la Nuremberg-Plauen-Nuremberg
- 1915
  - 1r a la Rund um Berlin

## Palmarès en pista
- 1920
  -  Campió d'Alemanya en Mig Fons
- 1921
  -  Campió d'Alemanya en Mig Fons
- 1926
  -  Campió d'Alemanya en Mig Fons